# Monastère de Khorzhak
Le monastère de Khorzhak (tibétain : འཁོར་ཞགས་དགོན་པ, Wylie : ’khor zhags dgon pa ; chinois : 科迦寺 ; pinyin : kējiā sì ; translittération du tibétain 科迦贡巴, kējiā gòngbā) aussi écrit monastère de Korchak est un monastère bouddhiste situé dans la ville du même nom dans le xian de Burang, préfecture de Ngari à l'ouest de la Région autonome du Tibet, en République populaire de Chine. Il est situé près des frontières avec l'Inde et le Népal. La ville et le temple sont connus sous le nom de Kojanath en hindi. Le village est situé sur un méandre de la rivière Karnali d'où l'on peut voir un grand mur rouge du temple qui porte l'inscription du mantra à six syllabes « OM MANI PADME HUM ».

## Histoire
Le nom Khorzhak vient de khor (objet sacré et ses environs) et zhak (se situe). Avant la construction du temple, une légende raconte que l'une des quatre représentations d'Avalokiteśvara debout sous la forme de Padmapani a été apportée au Tibet au VIIe siècle depuis le Népal par Akarmatishila après qu'il l'eut trouvée au pied d'un tronc de santal fendu. D'anciennes photographies suggèrent que cette statue était de style Pala mais elle a été détruite à l'arrivée des Chinois, seul son promontoire en fleur de lotus subsiste. Une autre légende dit que quand le temple a été construit, une statue argentée de Manjughosa a parlé à voix haute et a dit qu'elle souhaitait être placée au-dessus du fossile : « J'ai voyagé (khor) jusqu'à cet endroit et je dois m'y installer (chags) ». Le temple daterait de 996 sous le règne du roi Khor-re et du prince Lha-de de Burang. Son nom original était Khvachar Lhakang.
La plus grande statue du temple était argentée et représentait Maitreya sous la forme de Manjuvajra. Au XIIIe siècle, des statues d'Avalokiteshvara et de Vajrapani ont été ajoutées par le roi Namgonde. Un petit temple à huit piliers était également présent, créé par le traducteur Rinchen Zangpo.
Le monastère et le temple ont échappé aux pires ravages de la révolution culturelle grâce à sa tradition Kagyüpa et à ses liens avec le Bhoutan. Il a été complètement restauré à l'exception de la statue disparue. Elle aurait été coupée en morceaux et emportée en 1967.

## Caractéristiques
Le monastère est l'un des plus importants de la tradition Kagyüpa dans l'ouest du Tibet. Il dispose de portes intérieures et extérieures et d'une grande cour. En septembre et début octobre, pour des occasions spéciales, les moines viennent des zones environnantes pour pratiquer des longues danses, durant toute la journée et utilisant des masques. De jeunes fiancées viennent dans leurs plus beaux atours pour l'occasion.

## Localisation
Le monastère est situé à 15 km en aval de Tsegu Gompa et du monastère de Simbiling, aujourd'hui détruit. Il est situé près de la frontière de l'Inde et du Népal.